# Provincia marítima de San Sebastián
La provincia marítima de San Sebastián es una de las treinta provincias marítimas en que se divide el litoral de España. Comprende desde el límite fronterizo de las aguas marítimas francesas hasta el meridiano de la punta Santurrarán de longitud 2º 24´W. Limita al este con Francia y al oeste con la provincia marítima de Bilbao.
La capitanía de esta provincia marítima está situada en Pasajes (Guipúzcoa). Su puerto más importante es el puerto de Pasajes.
De este a oeste consta de los siguientes distritos marítimos:
- Fuenterrabía (SS-4): desde la frontera con Francia hasta el cabo Higuer.
- Pasajes (SS-1): desde la cabo Higuer hasta la punta Anarri.
- Guetaria (SS-3): desde la punta Anarri hasta la punta Santurrarán.